# Oxyprosopus calvus
Oxyprosopus calvus är en skalbaggsart som beskrevs av Schmidt 1922. Oxyprosopus calvus ingår i släktet Oxyprosopus och familjen långhorningar. Inga underarter finns listade i Catalogue of Life.